# 김정숙 (배우)
김정숙(金靜淑, 1906년? ~ ?)은 일제강점기의 배우이다.

## 생애
부산에서 출생하여 양어머니의 손에서 자랐다는 기록 외에 출생이나 성장에 관해 알려진 바가 없다. 16세에 기생이 되었다가 1925년에 윤백남이 제작한 《심청전》에 출연하면서 영화배우로 데뷔했다.
안종화의 회고에 따르면, 본래 연극 배우가 되고 싶어했으나 말을 더듬는 단점이 있어 어려움을 겪던 중 무성 영화에 출연하게 되었다. 김정숙은 눈에 뜨이는 미모의 소유자였으나 말을 더듬는 눌변이라 별명이 “에테테”였다.
여배우가 귀했던 시기적 특성상 많은 영화에 출연하면서 1930년대 초반까지 가장 다작한 여성 배우가 되었다. 《장한몽》의 주인공 심순애 역을 맡는 등 활발한 활동을 펼쳤다.
그러나 직업적으로 성공적이던 시절에도 사생활이 순탄하지 못했다. 데뷔 전 기생 시절에는 신문 기자와 동거하였고, 배우 데뷔 후 안석영을 짝사랑했으나 이루어지지 않았으며, 영화감독 정기탁과 동거하다가 버림받은 데 이어 나웅과의 동거도 파경을 맞았다. 1931년에 4편의 영화에 출연한 뒤 돌연 종적을 감추었으며, 술집과 카페에서 일하며 생계를 이어 갔다.
이후 영화계에는 복귀하지 못하고 간혹 사생활에 대한 소식만 전해졌다. 1934년에 한 카페의 여급으로 일하고 있다는 소식에 이어, 같은 해 부호의 자제를 유인하여 경찰서에서 취조를 받고 있다는 보도가 있었다. 1936년에 목포의 술집에서 일하고 있었다는 것이 마지막으로 알려진 행적이다. 음악가에게 실연 당하고 자살했다는 소문과 길에서 횡사했다는 소문이 떠돌았다.

## 참고자료
- 강옥희,이영미,이순진,이승희 (2006년 12월 15일). 《식민지시대 대중예술인 사전》. 서울: 소도. 64~66쪽쪽. ISBN 9788990626264.